# Befestigtes Gebiet Sarny
Das Befestigte Gebiet Sarny (Polnisch: Sarneński Rejon Umocniony, Sarneński Odcinek Umocniony, auch Bastion Polesie) war eine polnische Verteidigungsanlage.
Die Anlage bestand aus Bunkern und Schützengräben an beiden Seiten des Flusses Sluch, im Gebiet der Stadt Sarny im Norden von Wolhynien in der heutigen Ukraine, dem früheren Ostpolen. In der Zwischenkriegszeit gehörte das Gebiet um Sarny zur Zweiten Polnischen Republik. Sarny befand sich in der Nähe der damaligen Grenze zur Sowjetunion. Da die polnischen Militärbehörden die Sowjets als Hauptbedrohung betrachteten, begannen sie 1936 mit dem Bau von Befestigungsanlagen. Es war geplant, dass die Anlage im Frühjahr 1940 voll einsatzbereit sein sollte. Die Gesamtlänge der Verteidigungsanlagen betrug 170 Kilometer, die Anzahl der gebauten Objekte 358.